# The Collector (film 2009)
The Collector è un film thriller-horror statunitense del 2009 diretto da Marcus Dunstan. Il film ha avuto un sequel, The Collection nel 2012.

## Trama
Il film si apre con una coppia che trova nella camera da letto una scatola. Larry la apre e viene catturato da un uomo misterioso. Intanto, Arkin, un tuttofare, che si sta occupando della casa di Victoria e suo marito, dopo aver completato il lavoro, torna nel locale che gestisce insieme alla ex. Quest'ultima, molto agitata, gli rivela che a mezzanotte sarebbero arrivati degli strozzini per dei debiti.
Non avendo abbastanza soldi, Arkin si reca in un bar, dove ad aspettarlo c'è un uomo con cui aveva fatto un patto: sarebbe dovuto andare nella villa dove aveva lavorato quello stesso giorno e rubare i soldi: il 40% sarebbe andato a lui, il restante all'uomo. A mezzanotte doveva tornare con il bottino.
Come promesso, giunge alla casa e si introduce in essa scassinando la serratura. A passi felpati va nel bagno, alza lo specchio e cerca di trovare la combinazione della cassaforte. Il suo lavoro viene interrotto dal rumore dei passi di un uomo, che, vedendolo lo rincorre.
Nella stanza dove si era nascosto, c'è una porta da cui esce il marito di Victoria, massacrato.
L'uomo cade in una trappola che lo fa precipitare giù dalle scale e successivamente viene ricatturato dall'individuo.
Ora Arkin inizia a comprendere ciò che sta accadendo nella casa e, convinto di trovare una via di fuga, giunge nello scantinato, dove il killer massacra le vittime: Victoria e suo marito. Arkin ritorna su per cercare Anna, la loro figlia piccola ma, non trovandola, ritorna di sotto e libera Victoria. Questa, vedendo il corpo sventrato di suo marito, va in una crisi isterica e sale le scale: ad aspettarla c'è il maniaco che la pugnala diverse volte ma senza ucciderla, e la riporta nella stanza dove le cuce la bocca.
Intanto Arkin riesce ad arrivare al primo piano e vede dalla finestra la figlia maggiore di Victoria che, con il suo ragazzo, entra in casa.
La coppia viene interrotta dal killer che spinge il ragazzo nella stanza dove rimane ucciso dalle trappole da orso piazzate sul pavimento.
La ragazza invece viene catturata dal killer che la intrappola alla ringhiera delle scale. Viene poi liberata da Arkin, ma, presa dal panico, impugna le forbici a cui era collegato un filo che la spinge fino ad una parete piena di chiodi, che ne causa la morte.
Arkin sale al secondo piano e riesce a uscire dalla casa. Sta per andarsene quando Anna compare alla finestra; spinto dalla compassione, Arkin torna dentro la villa a recuperare la bambina, ma viene sorpreso dal killer. I due si nascondono in una stanza dove ci sono una televisione e ad un acquario, pronti a essere spinti verso il pavimento per creare delle scosse elettriche, aspettando l'entrata del maniaco. Ma il killer spinge Larry, l'uomo che compare all'inizio del film, nella stanza e muore.
Nel frattempo, un agente di polizia va ad indagare e, non prima di chiamare i rinforzi, muore sbranato da un cane da guardia addestrato dal maniaco.
Così, dopo tante rincorse, i due riescono a scappare e vengono portati via da due ambulanze diverse. Quella di Arkin, tamponata dal furgone del killer, si rovescia. Il killer rapisce Arkin caricandolo nel furgone da cui toglie l'insegna della disinfestazione, che aveva lavorato nella villa quello stesso giorno.

## Finale alternativo
Esiste anche un finale alternativo, nel quale, Arkin non torna indietro a salvare Hannah.

## Rilascio
La pellicola è uscita il 31 luglio del 2009 negli Stati Uniti, mentre il DVD esce solo il 6 aprile del 2010. Il DVD comprende due scene eliminate e un finale alternativo.

## Ricezione
The Collector è stato accolto con una critica molto negativa. Rotten Tomatoes ha registrato il punteggio negativo di 30%, su 69 recensioni ha quindi avuto una valutazione media di 4/10. Mentre su Metacritic la pellicola ha avuto un punteggio di 29 su 100.

## Sequel
Nel 2012 è uscito il seguito del film intitolato The Collection.